# Harmothoe coeliacia
Harmothoe coeliacia är en ringmaskart som beskrevs av de Saint-Joseph 1888. Harmothoe coeliacia ingår i släktet Harmothoe, och familjen Polynoidae. Arten har ej påträffats i Sverige.